# هشام التل
هشام فالح التل (1942- ) سياسي ومحامي أردني ووزير سابق ولد في إربد . يشغل حاليا منصب رئيس المحكمة الدستورية الأردنية منذ 6 أكتوبر 2016. حاصل على درجة البكالوريوس في الحقوق من جامعة دمشق سنـة 1964. 

## المسيرة المهنية
بدأ عمله في سلك المحاماة، واستمر لمدة أربعة وثلاثون عاماً إلى أن عُيِّن قاضياً في محكمة العدل العليا عام (1991)، تنقل في العمل العام ما بين المجلس القضائي، ووزارة العدل، والتنمية السياسية، وديوان التشريع والرأي إلى أن وصل إلى رئاسة أعلى سلطة قضائية.
عين وزيراً للعدل لأول مرة في حكومة عبد السلام المجالي (1994 – 1995)، وفي حكومة الأمير زيد بن شاكر التي شكلها ما بين عام (1995 وعام 1996)، وجاء وزيراً للتنمية السياسية، ووزير دولة لشؤون رئاسة الوزراء في حكومة عبد الكريم الكباريتي عام (1997). عين نائبا لرئيس الوزراء للشؤون البرلمانية ووزيرا للتنمية السياسية في حكومة عدنان بدران في العام (2005) ومن ثم وزيرا للعدل في حكومة سمير الرفاعي الأولى والثانية عام (2010).
عمل في هيئة الأوراق المالية نائباً لرئيس هيئة مفوضي الأوراق المالية من عام (1997 – 2002)، ثم عمل رئيساً لديوان التشريع والرأي ما بين (2004 و 2005) وأصبح عضواً في مجلس الأعيان الثاني والعشرين عام (2007 – 2009).
بعد حل مجلس الأعيان عام (2009) عُيِّن التل رئيساً لديوان التشريع والرأي مرة أخرى، ومن ثم عضواً في المجلس العالي لتفسير الدستور ومحاكمة الوزراء.وفي عام (2012) صدرت الإرادة الملكية بتعيينه رئيساً لمجلس القضاء الأعلى ورئيساً لمحكمة التمييز، واستمر في منصبه لمدة خمس سنوات.
في (6- 10- 2018) صدرت الإرادة الملكية بتعيينه رئيساً للمحكمة الدستورية، وفي أول اجتماع له مع اتحاد المحاكم الدستورية العرب اختير رئيساً لإتحاد المحاكم الدستورية العربية.